# Reddick (Florida)
Reddick è un comune degli Stati Uniti d'America, situato nello Stato della Florida, nella contea di Marion.